# Jordan Rhodes
Jordan Rhodes, né le 5 février 1990 à Oldham, est un footballeur international écossais qui évolue au poste d'attaquant avec Blackpool FC. Il possède également la nationalité anglaise.

## Biographie

### Jeunesse et formation
Jordan Rhodes est né à Oldham, dans le Grand Manchester, alors que son père Andy Rhodes (en) jouait pour Oldham Athletic. Son père est transféré en Écosse plus tard cette même année quand il a rejoint Dunfermline Athletic et est resté en Écosse jusqu'en 1998. Son père joue également pour St Johnstone et Airdrieonians. Mais il revient quelque temps en Angleterre, lorsque son père  fut prêté à Bolton et Scarborough. Ainsi Jordan passe une grande partie de son enfance en Écosse, où il supportait le Celtic.
Au début de sa carrière, il suit les traces de son père en jouant comme gardien de but à Cairneyhill, près de Dunfermline, où il est entraîné par l'influent Michael Boyle. Rhodes répertorie Boyle comme l'une des personnes qui ont façonné son style de jeu.
Son père rejoint Ipswich Town en tant qu'entraîneur en 2004. Jordan Rhodes poursuit ses études à la Kesgrave High School, où il joue dans le club de l'école et où il se fait repérer et recruter par Ipswich Town en 2005.

### Ipswich Town
Il rejoint donc Ipswich Town en 2005, où son père est entraîneur des gardiens. Il marque plus de 40 buts avec les moins de 16 ans, moins de 18 ans et la réserve lors de sa première saison. Il est appelé avec l'équipe d'Angleterre des moins de 17 ans, mais abandonne à cause d'une blessure.
Au début de la saison 2006-2007, Rhodes subit de nombreuses blessures dont une luxation de l'épaule. Rhodes signe sonpremier contrat professionnel le 22 août 2007. Il fait ses débuts pour Ipswich lors de la saison 2007-2008, en tant que remplaçant de dernière minute contre Burnley. Le 22 décembre 2007. Rhodes marque son premier but en championnat le 9 avril 2008 à la 73e minute contre Cardiff City après son entrée comme remplaçant à la mi-temps.

### Prêts à Oxford United et Rochdale
Il rejoint Oxford United en cinquième division anglaise sur un accord de prêt d'un mois, le 10 octobre 2007. En championnat, il joue quatre matchs mais ne marque pas, au contraire, en coupe, il joue un seul match et marque deux buts. Il revient le 6 novembre à Ipswich pour jouer les matchs de FA Youth Cup.
Le 12 septembre 2008, Rhodes est prêté au Rochdale AFC afin d'obtenir plus de temps de jeu.

### Brentford
Le 23 janvier 2009, il rejoint Brentford FC sur un accord de prêt d'un mois et fait ses débuts le lendemain lors d'une défaite 2-0 à l'extérieur face à Macclesfield Town en League Two. Finalement, le prêt fut par la suite prolongé jusqu'à la fin de saison. Il marque son premier but pour Brentford le 27 janvier 2009 lors de ses débuts à domicile contre Aldershot Town, le match fut gagné sur le score de 3-0. Rhodes inscrit son premier coup du chapeau en 29 minutes de la première mi-temps de la victoire 3-1 à l'extérieur contre Shrewsbury Town, le 31 janvier, ce qui fait de lui le plus jeune joueur de Brentford à marquer un coup du chapeau dans l'histoire du club et devient le premier joueur de Brentford depuis 10 ans à marquer un coup du chapeau en championnat pour le club, . Son prêt est finalement cassé à la suite d'une blessure à l'orteil.

### Huddersfield Town
Le 31 juillet 2009, Rhodes signe un contrat de quatre ans à Huddersfield Town, devenant la sixième signature de Lee Clark de la saison. Il fait ses débuts en entrant au jeu en seconde mi-temps lors du match nul 2-2 contre Southend United à Roots Hall (en) le 8 août 2009, où il marque le but égalisateur. Il marque deux buts lors de ses débuts à domicile contre Stockport County en Coupe de la Ligue trois jours plus tard. Lors du match suivant, le 15 août, il ajoute deux autres buts à son actif lors d'une victoire 3-1 sur Southampton. Puis à domicile lors d'une défaite 4-3 contre Newcastle United le 26 août 2009, au second tour de la Coupe de la Ligue. Rhodes a inscrit six buts lors de ses six premiers matchs au club.
Le 10 octobre, il inscrit un coup du chapeau en huit minutes lors d'une victoire 4-0 sur Exeter City, il bat le record précédent détenu par Dixie Dean dans les années 1930. Il termine meilleur buteur du club de la saison avec 23 buts toutes compétitions confondues. Il fait de même lors de la saison 2010-2011 en inscrivant 22 buts, avec une moyenne d'un but toutes les 120 minutes.
Rhodes est classé 46e du Top 50 des joueurs de Football League de l'année 2010 par le magazine FourFourTwo.
Rhodes commence la saison 2011-2012 avec 13 buts lors de ses 13 premiers matchs toutes compétitions confondues. Il est également le premier joueur d'Huddersfield à inscrire deux coups du chapeau consécutifs depuis les années 1920. D'abord contre Exeter City, le 15 octobre 2011 lors d'une victoire 4-0 à l'extérieur. Puis lors d'une victoire 3-1 à domicile contre Preston North End le 22 octobre 2011. Le 17 décembre 2011, il marque les quatre buts d'Huddersfield lors d'une rencontre qui se termine sur le score de 4-4 contre Sheffield Wednesday. Il joue son 100e match de championnat et inscrit un but contre Chesterfield.
Il inscrit un quintuplé lors d'une victoire 6-0 contre Wycombe Wanderers, égalant le record de buts marqués par un joueur de Huddersfield Town en un match, par Dave Mangnall et Alf Lythgoe dans les années 1930.
Après seulement deux ans et demi au club, Rhodes est déjà le neuvième meilleur buteur de l'histoire du club.
Le 11 mars 2012, il est nommé joueur de l'année de troisième division anglaise, et devance le joueur de Charlton Athletic, Johnnie Jackson ainsi que Ched Evans de Sheffield United. Le 3 avril 2012, dans un match contre Leyton Orient, il dépasse Sammy Taylor et George Brown au classement des meilleurs buteurs de l'histoire du club, grâce à son 36e but en championnat, il inscrit même son cinquième coup du chapeau de la saison.
Rhodes est classé quatrième du Top 50 des joueurs de Football League de l'année 2011 par FourFourTwo, soit 42 places de mieux que l'année précédente. Il est également élu meilleur joueur du club de la saison, et le meilleur joueur du championnat de la saison ainsi que meilleur buteur avec 36 buts en championnat durant la saison régulière.

### Blackburn Rovers
Rhodes rejoint Blackburn Rovers le 30 août 2012 pour une somme de 8,450,000 livres.
Il fait ses débuts sous ces nouvelles couleurs le 1er septembre 2012 lors du match nul 3 à 3 de son club face à Leeds United. Le 15 septembre suivant, il inscrit un doublé en déplacement à Bristol City  lors de la victoire de son équipe sur le score de 5-3. Il inscrit son premier triplé pour les Rovers le 17 novembre 2012, lors d'une victoire sur le score de 4-1 en déplacement face à Peterborough United.
Le 15 mars 2014, Rhodes inscrit un triplé face à son ancienne équipe Huddersfield Town, lors de la victoire de Blackburn sur le score de 4-2.

### Middlesbrough
Le 1er février 2016, il rejoint Middlesbrough.
Rhodes fait ses débuts sous ses nouvelles couleurs le 6 février 2016, contre son ancien club des Blackburn Rovers, qui voit les deux équipes se neutraliser lors d'un match nul sur le score de un partout. Il inscrit son premier but pour sa nouvelle équipe en championnat lors du match suivant contre Milton Keynes Dons, la partie se solde par un match nul 1-1.

### Sheffield Wednesday
Le 1er février 2017, Rhodes est prêté au  Sheffield Wednesday,  pour le reste de la saison. Il fait ses débuts avec son nouveau club le 3 février 2017, lors d'une victoire 1-0 à l'extérieur face à Wigan Athletic.
Le 1er juillet 2017, Rhodes est définitivement transféré au Sheffield Wednesday.

## Sélection nationale
En juillet 2010, le journal The Scotsman annonce que Rhodes pourrait être sélectionné par Billy Stark avec l'équipe d'Écosse espoirs. Rhodes est éligible pour jouer pour l'Écosse, car il y a fréquenté l'école pendant plus de cinq ans, tandis que son père Andy Rhodes a joué pour les clubs écossais. Il est finalement sélectionné en novembre 2010, mais est immédiatement retiré en raison que son club devait jouer un match replay en FA Cup contre Cambridge United un jour avant le match de l'Écosse.
Il fait finalement ses débuts le 24 mars 2011, lors d'une défaite 1-0 face à la Belgique à Deinze. Le 10 août 2011, il fait ses débuts à domicile contre la Norvège, lors d'une victoire 3-0 à St. Mirren Park. Il marque ses premiers buts pour l’Écosse avec un coup du chapeau lors d'une victoire 5-1 contre le Luxembourg au Stade Josy-Barthel, dans la ville de Luxembourg, le 6 octobre 2011. Quatre jours plus tard, Rhodes marque les deux buts de l'Écosse contre l'Autriche, match qui se termine sur le score de 2-2. Il marque également lors de la victoire 2-1 sur les Pays-Bas lors d'un match qualificatif pour les Championnats d'Europe de football espoirs 2013. Après avoir marqué 2 buts contre la Bulgarie lors de son 8e match, il devient le meilleur buteur de tous les temps pour les espoirs.
Rhodes est appelé avec l'équipe première d'Écosse pour leur match contre Chypre au Stade Antonis Papadopoulos à Larnaca le 11 novembre 2011. Il remplace à la 87e minute Jamie Mackie et n'est pas loin de marquer un but dans le temps additionnel, mais le gardien chypriote arrête sa frappe, l'Écosse remporte le match 2-1. Après le match, Rhodes annonce à la presse : "Je n'ai jamais été dans le doute, je suis collé à l'Ecosse, je suis écossais, j'ai eu tous les maillots quand j'étais gosse, et j'ai grandi en regardant l'Ecosse." Il joue son premier match en titulaire lors du match amical contre l'Australie à Easter Road, où il marque son premier but, d'une superbe tête afin d'égaliser pour l'Écosse, après l'ouverture du score de Mark Bresciano pour les australiens. L'Écosse remporte le match sur le score de 3-1 grâce à un but contre son camp de Davidson et un troisième but de Ross McCormack.

## Palmarès

### En club
- Champion d'Angleterre de Championship en 2019 avec Norwich City
- Champion d'Angleterre de League Two en 2009 avec Brentford FC
- Vice-champion d'Angleterre de Championship en 2016 avec Middlesbrough FC

### EnÉquipe d'Écosse
- 14 sélections et 3 buts depuis 2011

### Distinctions individuelles
- Meilleur buteur de League One en 2012 (36 buts)
- Élu meilleur joueur de League One en 2012
- Élu meilleur joueur de League Two en 2009
- Membre de l'équipe-type de League One en 2012

## Statistiques

### En club
| Club                 | Saison         | Championnat | Championnat | FA Cup | FA Cup | League Cup | League Cup | Europe | Europe | Autre | Autre | Total | Total |
| Club                 | Saison         | App         | Buts        | App    | Buts   | App        | Buts       | App    | Buts   | App   | Buts  | App   | Buts  |
| -------------------- | -------------- | ----------- | ----------- | ------ | ------ | ---------- | ---------- | ------ | ------ | ----- | ----- | ----- | ----- |
| Oxford United (prêt) | 2007-2008      | 4           | 0           | -      | -      | -          | -          | -      | -      | -     | -     | 4     | 0     |
| Oxford United (prêt) | Total          | 4           | 0           | -      | -      | -          | -          | -      | -      | -     | -     | 4     | 0     |
| Ipswich Town         | 2007-2008      | 8           | 1           | -      | -      | -          | -          | -      | -      | -     | -     | 8     | 1     |
| Ipswich Town         | 2008-2009      | 2           | 0           | -      | -      | -          | -          | -      | -      | -     | -     | 2     | 0     |
| Ipswich Town         | Total          | 10          | 1           | -      | -      | -          | -          | -      | -      | -     | -     | 10    | 1     |
| Rochdale (prêt)      | 2008-2009      | 5           | 2           | -      | -      | -          | -          | -      | -      | -     | -     | 5     | 2     |
| Rochdale (prêt)      | Total          | 5           | 2           | -      | -      | -          | -          | -      | -      | -     | -     | 5     | 2     |
| Brentford (prêt)     | 2008-2009      | 14          | 7           | -      | -      | -          | -          | -      | -      | -     | -     | 14    | 7     |
| Brentford (prêt)     | Total          | 14          | 7           | -      | -      | -          | -          | -      | -      | -     | -     | 14    | 7     |
| Huddersfield Town    | 2009-2010      | 45          | 19          | 3      | 1      | 2          | 3          | -      | -      | 3     | 0     | 53    | 23    |
| Huddersfield Town    | 2010-2011      | 37          | 16          | 4      | 1      | 1          | 1          | -      | -      | 6     | 4     | 48    | 22    |
| Huddersfield Town    | 2011-2012      | 40          | 36          | 0      | 0      | 1          | 2          | -      | -      | 4     | 2     | 45    | 39    |
| Huddersfield Town    | 2012-2013      | 2           | 2           | -      | -      | -          | -          | -      | -      | -     | -     | 2     | 2     |
| Huddersfield Town    | Total          | 124         | 73          | 7      | 2      | 4          | 4          | -      | -      | 13    | 6     | 148   | 86    |
| Blackburn Rovers     | 2012-2013      | 43          | 27          | 5      | 1      | 0          | 0          | -      | -      | -     | -     | 48    | 28    |
| Blackburn Rovers     | 2013-2014      | 46          | 25          | 1      | 0      | 1          | 0          | -      | -      | -     | -     | 48    | 25    |
| Blackburn Rovers     | 2014-2015      | 45          | 21          | 2      | 0      | -          | -          | -      | -      | -     | -     | 47    | 21    |
| Blackburn Rovers     | 2015-2016      | 20          | 9           | -      | -      | -          | -          | -      | -      | -     | -     | 20    | 9     |
| Blackburn Rovers     | Total          | 154         | 82          | 8      | 1      | 1          | 0          | -      | -      | -     | -     | 163   | 83    |
| Total carrière       | Total carrière | 311         | 165         | 15     | 3      | 5          | 4          | 0      | 0      | 13    | 6     | 344   | 179   |

Dernière mise à jour le 20 décembre 2015

### Buts en sélection
| Buts de Jordan Rhodes en sélection | Buts de Jordan Rhodes en sélection | Buts de Jordan Rhodes en sélection | Buts de Jordan Rhodes en sélection | Buts de Jordan Rhodes en sélection | Buts de Jordan Rhodes en sélection | Buts de Jordan Rhodes en sélection |
| ---------------------------------- | ---------------------------------- | ---------------------------------- | ---------------------------------- | ---------------------------------- | ---------------------------------- | ---------------------------------- |
| -                                  | Date                               | Lieu                               | Adversaire                         | Résultat                           | Compétition                        |                                    |
| 1                                  | 15 août 2012                       | Édimbourg (Écosse)                 | Australie                          | 3-1                                | Match amical                       |                                    |